# Франкфурт-на-Майні-Головний
Франкфурт-на-Майні-Головний (нім. Frankfurt (Main) Hauptbahnhof) — провідна залізнична станція у Франкфурті-на-Майні, земля Гессен, Німеччина.
Маючи пасажирообіг 164 мільйони пасажирів на рік (на кінець 2010-х років ), це друга станція за пасажирообігом у Німеччині; а також четверта станція за пасажирообігом в Європі (після паризьких Париж-Північний і Шатле — Ле-Аль, а також Гамбург-Головний) 
. 
Ця станція є однією з трьох станцій ICE у Франкфурті разом із станцією Франкфурт-на-Майні-Південний та станцією аеропорту.

## Історія

### 19 століття
Наприкінці 19 століття три станції сполучаали Франкфурт із заходом, північчю та півднем
- Станція Таунус на Таунусбані[en] (відкрита в 1839 році), що сполучає Франкфурт з Вісбаденом
- Станція Майн-Неккар на залізниці Майн-Неккар[en] до Дармштадта , Гейдельберга та Мангейма (1848)
- Станція Майн-Везер для залізниці Майн-Везер[en] до Касселя (1852 р.), а з 1860 р. також використовувалася Гомбурзької залізниці[en].

Ці три станції були розташовані одна біля одної на тодішньому Галлустор (сьогодні Віллі-Брандт-плац).

### Будівництво нової станції

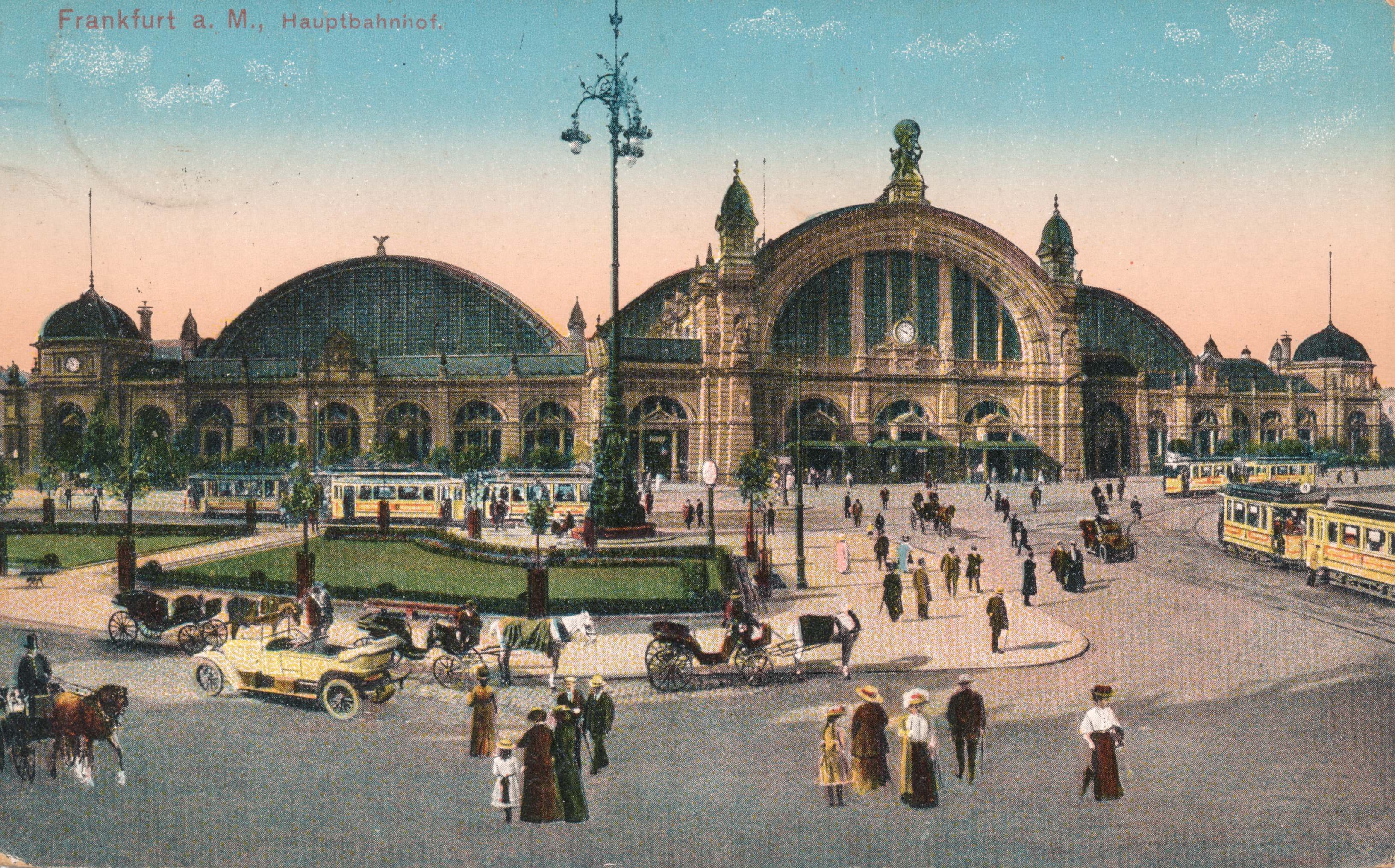
Листівка із зображенням Франкфурт-на-Майні-Головний приблизно 1915 року

Ця ситуація вважалася неприйнятною через зростання пасажиропотоку в 19 столітті, тому плани були викладені ще в 1866 році. 
Спочатку розглядалася велика станція з 34 платформами, потім їх кількість скоротили до 18. 
Пошта та багажні пункти мали власні підземні споруди, і міська управа вимагала перенести станцію далі від міста. 
Зрештою, у 1881 році німецький архітектор Герман Еггерт переміг у конкурсі на проектування вокзалу, а Йоганн Вільгельм Шведлер, який посів друге місце в конкурсі, був призначений головним інженером зі сталевих робіт. 
Нова станція була розташована приблизно за 1 км на захід від перших трьох станцій.

### Відкриття станція
Вокзал був побудований підрядником Філіпом Гольцманном, будівництво було розпочато в 1883 році. 
 
Франкфурт-на-Майні-Головний було нарешті відкрито 18 серпня 1888 року. 
Прямо ввечері в день відкриття поїзд проїхав буферну зупинку та локомотив було пошкоджено. 
Протягом наступних кількох років було побудовано територію на схід від нової станції, привокзальний район; його було завершено близько 1900 року. 
До завершення будівництва Лейпциг-Головний в 1915 році Франкфуртський вокзал був найбільшим у Європі. 
Станом на 2014 рік має 24 платформи з 26 коліями на одному рівні, ймовірно, роблять його найбільшим у світі однорівневим залізничним залом.

### Пізніше розширення

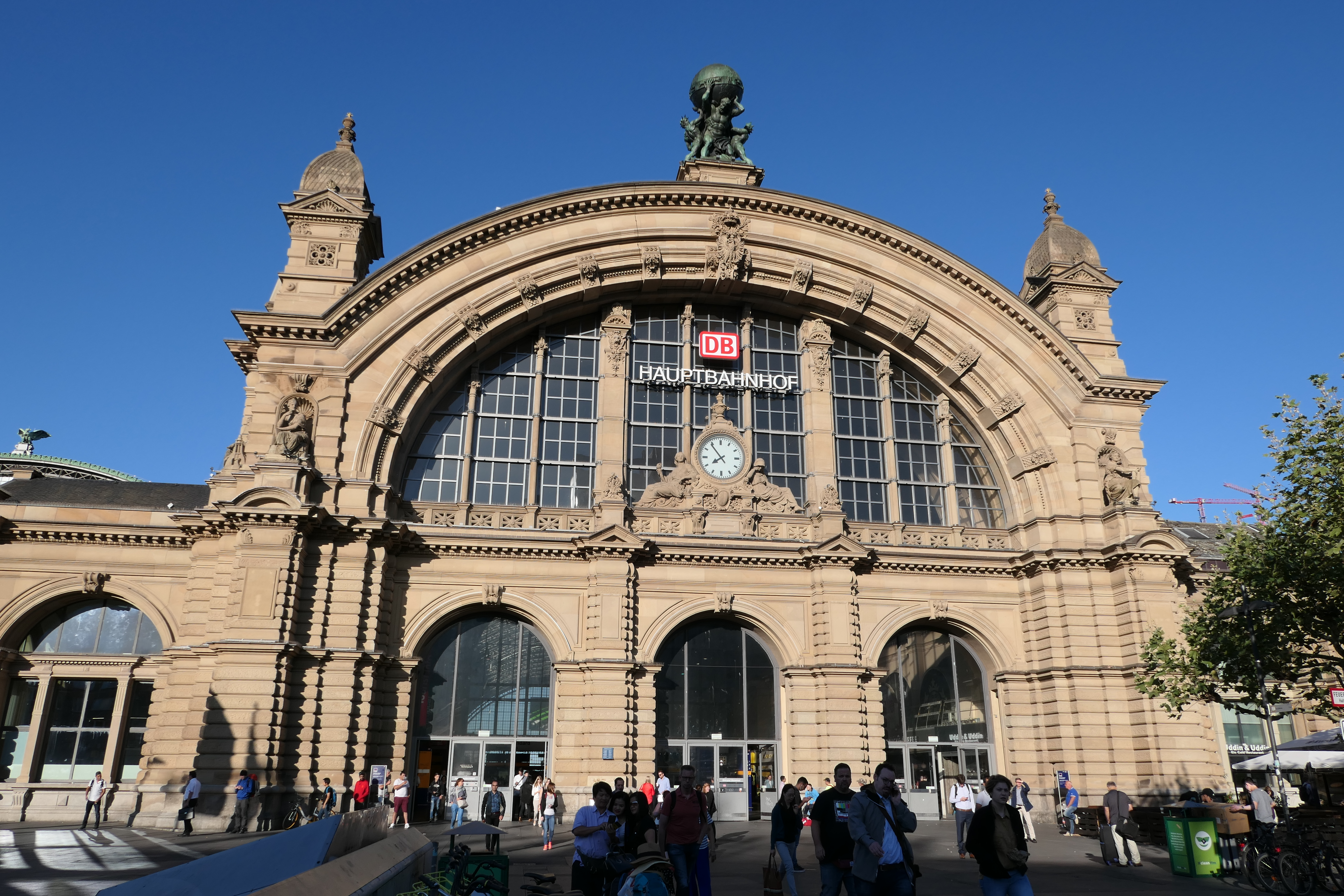
Фасад

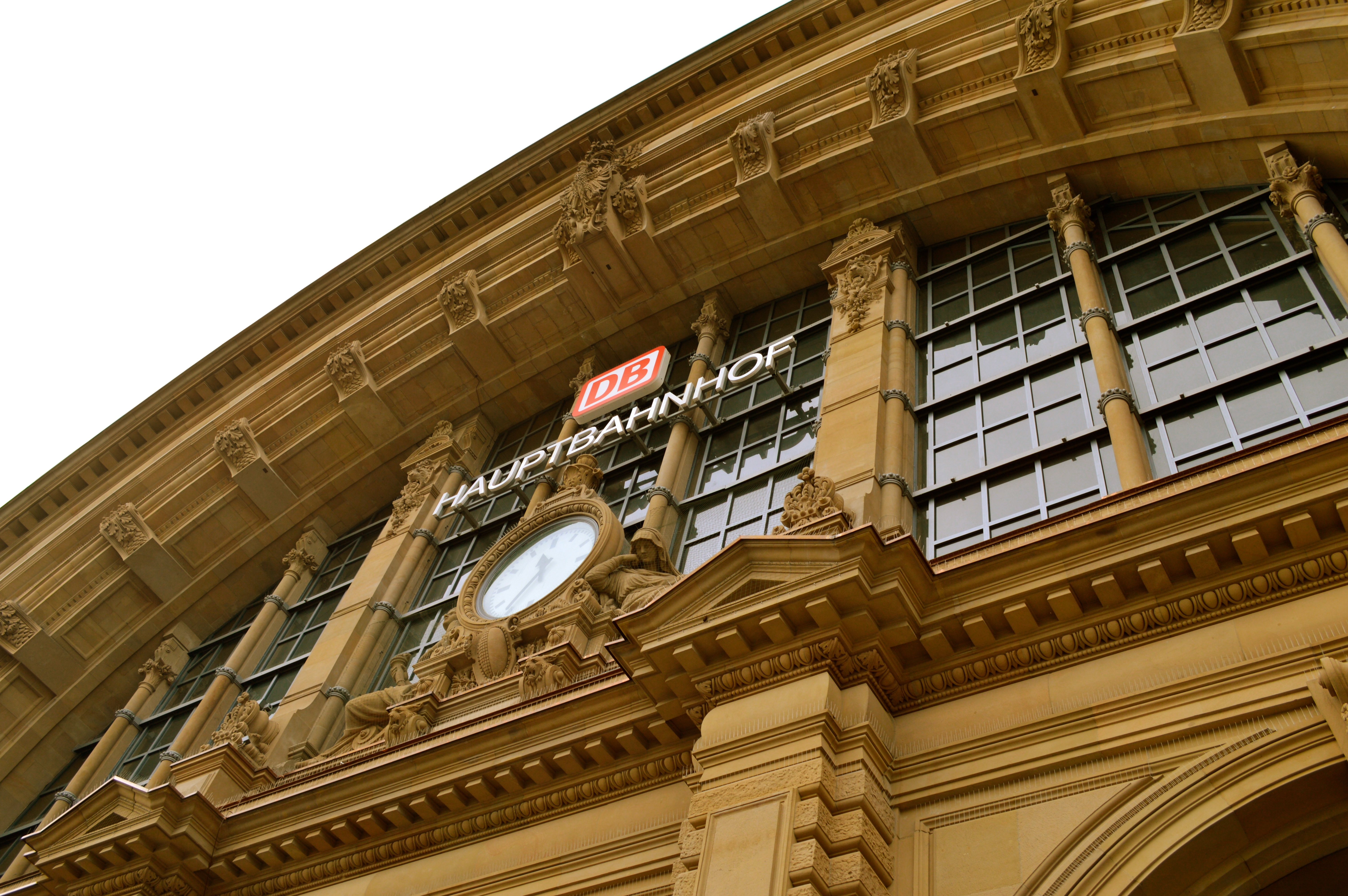
Архітектура фасаду вокзалу Франкфурт-на-Майні-Головний

В 1924 році два неокласичних зали були додані з кожного боку головного залу, збільшивши кількість платформ до 24. 
Під час Другої світової війни будівля була частково пошкоджена (найбільше вікна в залах, що закривають платформи). 
В 1956 році станцію було повністю електрифіковано. 
Через рік було введено в експлуатацію найбільшу на той час в Європі пост електричної централізації, що, був побудований в сучасному стилі того часу, тепер став пам’яткою архітектури .
Починаючи з будівництва тунелю В для об’єктів Франкфуртського U-Bahn в 1971 році, перед головною будівлею було додано підземний рівень, на якому встановлено перший у місті громадський ескалатор і великий торговий центр, станції для U-Bahn та S-Bahn, бомбосховище та громадська автостоянка. 
Підземні станції були відкриті в 1978 році є мілкого закладення, що передбачало знесення другого північного залу та його відновлення після завершення будівництва станцій.
У 2002-2006 роках було відремонтовано конструкцію даху, яка є пам’яткою архітектури. 
Це передбачало заміну застарілих сталевих балок, перевстановлення вікон, замінених панелями після Другої світової війни, і генеральне очищення конструкції залу.
Ремонтується і експлуатаційна частина станції; старий пост електричної централізації нещодавно замінили на електронний. 
Це було життєво важливо для підвищення пропускної здатності станції. 
Новий пост електричної централізації запрацював наприкінці 2005 року і дозволив збільшити швидкість на станції (до 60 км/год) після реконструкції колій.

## Послуги

### Далеке прямування
| Лінія               | Маршрут | Інтервал                            |
| ------------------- | --- | ----------------------------------- |
| ICE 4 ICE-Sprinter  | Гамбург-Альтона — Гамбург-Даммтор — Гамбург-Головний — Ганновер-Головний — Франкфурт — Дармштадт-Головний | Одна пара поїздів                   |
| ICE 11              | Гамбург-Альтона — Берлін-Головний — Лейпциг-Головний — Ерфурт-Головний — Франкфурт — Мангайм-Головний — Штутгарт-Головний — Аугсбург-Головний — Мюнхен | Що дві години                       |
| ICE 12              | Берлін-Східний — Вольфсбург-Головний — Брауншвейг-Головний — Кассель-Вільгельмсгеє — Франкфурт — Мангайм — Карлсруе — Фрайбург-Головний — Базель SBB (— Інтерлакен-Східний) | Що дві години                       |
| ICE 13              | Берлін-Східний — Брауншвейг — Кассель-Вільгельмсгеє — Франкфурт | Індивідуальні послуги               |
| ICE 15 ICE-Sprinter | Берлін — Галле (Зале)-Головний — Ерфурт-Головний — Франкфурт | Що дві години                       |
| ICE 20              | (Кіль-Головний —) Гамбург — Ганновер — Кассель-Вільгельмсгеє — Франкфурт — Мангайм — Карлсруе — Фрайбург — Базель — Цюрих-Головний (– Кур) | Що дві години                       |
| ICE 22              | (Кіль —) Гамбург — Ганновер — Кассель-Вільгельмсгеє — Франкфурт — Франкфуртський аеропорт — Мангайм — Штутгарт | Що дві години                       |
| ICE 22              | (Мюнхен-Східний — Нюрнберг — Вюрцбург — Ганау —) Франкфурт — Фульда — Кассель-Вільгельмсгеє — Геттінген — Ганновер — Бремен — Ольденбург | Один поїзд нд – пт                  |
| ICE 26              | (Штральзунд-Головний —) Гамбург — Кассель-Вільгельмсгеє — Гісен — Франкфурт — Гейдельберг-Головний — Карлсруе | Що дві години разом з лінією IC 26  |
| CE 31               | Гамбург-Альтона — Гамбург — Бремен-Головний — Оснабрюк-Головний — Мюнстер-Головний — Дортмунд-Головний — Гаген-Головний — Вупперталь-Головний — Золінген-Головний — Кельн-Головний — Бонн-Головний — Кобленц-Головний — Майнц-Головний — Франкфуртський аеропорт — Франкфурт — Ганау-Головний — Вюрцбург-Головний — Нюрнберг-Головний — Інгольштадт-Головний — Мюнхен-Головний | Індивідуальні послуги               |
| ICE 41              | (Дортмунд —) Ессен-Головний — Дуйсбург-Головний — Дюссельдорф-Головний — Кельн-Мессе/Дойц — Франкфуртський аеропорт — Франкфурт — Ашаффенбург-Головний — Вюрцбург-Головний — Нюрнберг — Мюнхен | Щогодини                            |
| ICE 49              | (Дортмунд — Гаген — Вупперталь — Золінген —) Кельн — Зігбург/Бонн — Монтабаур — Лімбург-Південний — Аеропорт Франкфурта — Франкфурт | Індивідуальні послуги               |
| ICE 50              | Дрезден-Головний — Лейпциг-Головний — Ерфурт — Айзенах-Головний — Фульда — Франкфурт — Франкфуртський аеропорт — Вісбаден-Головний | Що дві години                       |
| ICE 78              | Амстердам-Центральний — Арнем-Центральний — Дуйсбург — Кельн — Франкфуртський аеропорт — Франкфурт | Що дві години                       |
| ICE 79              | Брюссель-Південний — Льєж--Гіїмен — Аахен-Головний — Кельн — Франкфуртський аеропорт — Франкфурт | Що дві години                       |
| ICE/TGV 82          | Франкфурт — Мангайм — Кайзерслаутерн-Головний — Саарбрюккен-Головний /— Карлсруе — Страсбург-Віль — Париж-Східний | Що дві години                       |
| TGV 84              | Франкфурт — Мангайм — Карлсруе — Баден-Баден — Страсбург — Мюлуз-Віль — Бельфор-Монбельяр TGV — Безансон-Франш-Конте — Шалон-сюр-Сон — Ліон-Парт-Дьє — Авіньйон-TGV — Екс-ан-Прованс-TGV — Марсель-Сен-Шарль | Одна пара поїздів                   |
| ECE 151             | Франкфурт — Мангайм — Карлсруе — Баден-Баден — Фрайбург-Головний — Базель-Бадішер-Бангоф — Базель SBB — Ольтен — Люцерн — Арт-Голдау — Беллінцона — Лугано — К’яссо — Комо-Сан-Джовані — Монца — Мілан-Центральний | Один поїзд                          |
| ECE 52              | Мілан-Центральний — Стреза — Домодоссола — Бріг — Вісп — Шпіц — Тун — Берн — Ольтен — Базель SBB — Базель-Бадішер-Бангоф — Фрайбург-Головний — Карлсруе — Мангайм — Франкфурт | Один поїзд                          |
| ICE 91              | (Дортмунд — Ессен — Дуйсбург — Дюссельдорф — Кельн — Бонн — Кобленц — Майнц — Франкфуртський аеропорт — ) Франкфурт — Вюрцбург — Нюрнберг — Регенсбург-Головний — Пассау-Головний — Лінц-Головний — Відень-Головний | Що дві години                       |
| IC 26               | Вестерланд (Зільт) — Гамбург — Кассель-Вільгельмсгеє — Гісен — Франкфурт — Гейдельберг — Карлсруе | Одна пара поїздів                   |
| IC 31               | (Кіль –) Гамбург – Оснабрюк – Бремен – Мюнстер – Дортмунд – Вупперталь – Кельн – Кобленц – Майнц – Франкфурт (– Вюрцбург – Нюрнберг – Регенсбург – Пассау) | Що дві години разом з 31 лінією ICE |
| IC 34               | Франкфурт — Вецлар — Зіген-Головний — Дортмунд-Головний / Унна — Гамм (Вестф)-Головний — Мюнстер-Головний — ( Емден-Головний — Норддайх-Моле ) | Шо дві години                       |
| IC/EC 62            | Франкфурт — Дармштадт — Гейдельберг — Штутгарт — Аугсбург — Мюнхен — Зальцбург-Головний — Лінц-Головний або — Грац-Головний або — Філлах-Головний — Клагенфурт-Головний | Чотири пари поїздів                 |
| RJ 63               | Франкфурт — Мюнхен — Зальцбург — Лінц — Відень — Будапешт-Келеті | Сб і Нд                             |
| RJ 66               | Будапешт – Відень – Лінц – Зальцбург – Мюнхен – Франкфурт | Пт і Сб                             |

### Місцеві послуги
| Лінія | Маршрут | Інтервал |
| ----- | --- | --- |
| RE 2  | Франкфурт — Аеропорт Франкфурт-на-Майні — Рюссельсгайм — Майнц-Головний — Бінген (Рейн)-Головний — Кобленц-Головний                                               | 120 хв (додаткові потяги у годину пік)                                                                      |
| RE 3  | Франкфурт — Франкфуртський аеропорт — Рюссельсгайм — Майнц — Бінген — Кобленц/ Бад-Кройцнах — Саарбрюккен-Головний                                                | 120 хв (додаткові потяги у годину пік)                                                                      |
| RE 4  | Франкфурт — Франкфурт-Гехст — Майнц – Вормс-Головний — Людвігсгафен (Рейн)-Головний — Гермерсгайм — Карлсруе-Головний                                             | 120 хв |
| RE 5  | Франкфурт — Франкфурт-на-Майні-Південний — Ганау — Фульда — Бебра                                                                                                 | Деякі поїзди                                                                                                |
| RE 9  | Франкфурт — Франкфурт-Гехст — Майнц-Кастель — Вісбаден-Бібріх — Вісбаден-Ширштайн — Нідерваллуф — Ельтвіль                                                        | 60 хв (тільки в годину пік)                                                                                 |
| RE 13 | Франкфурт — Франкфуртський аеропорт — Рюссельсгайм — Майнц — Альцай                                                                                               | Деякі поїзди в годину пік                                                                                   |
| RE 14 | Франкфурт — Франкфурт-Гехст — Майнц — Вормс — Людвігсгафен-Мітте — Мангайм                                                                                        | 120 хв |
| RE 20 | Франкфурт — Франкфурт-Гехст — Нідернгаузен — Лімбург (Лан) | 60 хв (тільки в годину пік)                                                                                 |
| RE 30 | Франкфурт — Фрідберг — Гісен — Марбург — Трейза — Ваберн (Бц Кассель) — Кассель-Головний                                                                          | 120 хв. |
| RE 50 | Франкфурт – Франкфурт-на-Майні-Південний – Оффенбах-на—Майні-Головний – Ганау-Головний – Фульда                                                                   | 60 хв (тільки в годину пік)                                                                                 |
| RE 54 | Франкфурт — Майнталь — Ганау — Ашаффенбург-Головний — Вюрцбург-Головний — Бамберг                                                                                 | 120 хв (з перервами у годину піку)                                                                          |
| RE 55 | Франкфурт — Оффенбах — Ганау — Ашаффенбург — Вюрцбург/— Бамберг                                                                                                   | 120 хв (Франкфурт–Вюрцбург; додаткові поїзди у годину піку); окремі поїзди у годину піку (Вюрцбург–Бамберг) |
| RE 60 | Франкфурт — Дармштадт-Головний — Бенсгайм — Вайнгайм (Бергстр) — Мангайм-Головний                                                                                 | 60/120 хв                                                                                                   |
| RE 70 | Франкфурт — Грос-Герау–Дорнберг — Рідштадт-Годделау — Гернсгайм — Бібліс — Мангайм                                                                                | 60 хв |
| RE 85 | Франкфурт — Оффенбах — Ганау — Бабенгаузен — Грос-Умштадт-Вібельсбах (— Ербах-на-Оденвальді) )                                                                    | 60 хв (Франкфурт–Бабенгаузен); 120 хв (Бабенгаузен–Ербах)                                                   |
| RE 98 | Франкфурт – Фрідберг – Гісен – Марбург – Трейза – Ваберн – Кассель-Головний                                                                                       | Деякі поїзди між Франкфуртом і Гісеном у годину пік                                                         |
| RE 99 | Франкфурт — Фрідберг — Гісен — Вецлар — Ділленбург — Гайгер — Зіген                                                                                               | Деякі поїзди між Франкфуртом і Гісеном у годину пік                                                         |
| RB 10 | Франкфурт — Франкфурт-Гехст — Вісбаден — Рюдесгайм (Рейн) — Кобленц – Нойвід                                                                                      | 60 хв. |
| RB 12 | Франкфурт – Франкфурт-Гехст – Келькгайм – Кенігштайн (Таунус) | 30 хв. |
| RB 15 | Франкфурт – Бад-Гомбург – Фрідріхсдорф – Вергайм – Ной-Анспах – Узінген – Грефенвісбах – Вальдзольмс                                                              | 60 хв (тільки в годину пік)                                                                                 |
| RB 22 | Франкфурт — Франкфурт-Гехст — Нідернгаузен (Таунус) — Лімбург (Лан)                                                                                               | 30/60 хв |
| RB 34 | Франкфурт — Бад-Фільбель — Нідердорфельден — Ніддерау — Альтенштадт (Гессен) — Глаубург-Штокгайм                                                                  | 30/60 хв |
| RB 40 | Франкфурт — Фрідберг (Гессен) — Бутцбах — Гісен — Вецлар — Герборн — Ділленбург                                                                                   | 40/80 хв.                                                                                                   |
| RB 41 | Франкфурт — Фрідберг (Гессен) — Буцбах — Гісен — Марбург (Лан) — Кельбе — Кірхгайн (Бз Кассель) — Штадталлендорф — Нойштадт (Гессен) — Трейза                     | 60 хв. |
| RB 48 | Франкфурт — Фрідберг (Гессен) — Байенгайм — Райхельсгайм (Веттерау) — Нідда                                                                                       | деякі поїзди в годину пік                                                                                   |
| RB 51 | Франкфурт — Оффенбах-на-Майні-Головний — Ганау — Лангензельболд — Гельнгаузен — Вехтерсбах (— Бад-Зоден-Зальмюнстер)                                              | 60 хв |
| RB 58 | Рюссельсгайм-Опельверк — Франкфуртський аеропорт — Франкфурт — Франкфурт Південний — Франкфурт-на-Майні-Східний — Майнталь-Східний — Ганау — Ашаффенбург — Лауфах | 60 хв (тільки в годину пік)                                                                                 |
| RB 61 | Франкфурт — Драйайх-Бухшлаг — Редермарк-Обер-Роден — Дібург | 60 хв. |
| RB 67 | Франкфурт – Дармштадт – Бенсгайм – Геппенгайм – Вайнхайм – Мангейм                                                                                                | 60 хв. |
| RB 68 | Франкфурт — Дармштадт — Бенсгайм – Геппенгайм — Вайнгайм — Гейдельберг-Головний                                                                                   | 60 хв. |
| RB 82 | Франкфурт – Дармштадт-Північний – Райнгайм – Грос-Умштадт-Вібельсбах – Ербах (– Ебербах)                                                                          | 60 хв. |

Підземна станція S-Bahn є найважливішою станцією в мережі S-Bahn Rhein-Main, що використовується всіма лініями S-Bahn у Франкфурті, за винятком лінії S7, що закінчується на наземній станції.